# Xanthosoma cordifolium
Xanthosoma cordifolium är en kallaväxtart som beskrevs av Nicholas Edward Brown. Xanthosoma cordifolium ingår i släktet Xanthosoma och familjen kallaväxter.
Artens utbredningsområde är Guyana. Inga underarter finns listade.